# Proyecto Navidad (mina)
El Proyecto Navidad está ubicado a unos 35 km de la localidad de Gastre, en el departamento homónimo, al norte de la provincia de Chubut, en la Patagonia argentina. 

La operación se encuentra suspendida debido a que se encuentra vigente la Ley 5001 de la provincia de Chubut, que prohibió la actividad minera metalífera en la modalidad de cielo abierto y la utilización de cianuro en los procesos productivos. Hasta marzo de 2020, no se produjeron avances en la definición de zonas especiales donde esa disposición quede cancelada o atenuada. El proyecto Navidad se considera el depósito de plata sin desarrollar más grande del mundo.

## Geología y mineralización
El Proyecto Navidad está emplazado en el suroeste del Macizo Norpatagónico, en el sector coincidente con el Sistema de Fallas de Gastre. El basamento granítico de la región norte de Chubut pertenece a las formaciones  paleozoicas Mail Choique y Lipetren. Localmente, estas rocas aparecen en superficie a través de las rocas sedimentarias volcánicas mesozoicas. La secuencia mesozoica consiste en la formación Lonco Trapial y la suprayacente formación Cañadón Asfalto, que aloja la mineralización del proyecto Navidad.
Acerca de la mineralización del yacimiento, el Área de Minas de la Facultad de Ingeniería de la Universidad Nacional de Jujuy señala: “El yacimiento Navidad presenta 8 depósitos de mineral a lo largo de tres cuerpos distribuidos en una superficie de 6 por 4 km. Plomo y de cobre en cantidades menores están presentes como vetas epitermales, estratiformes y diseminaciones.”

## Explotación y reservas
El bloque principal del proyecto Navidad abarca cuatro áreas, -Navidad Oeste, Navidad Este, Navidad Oeste 1 y Navidad Este 1- cada una de ellas de una superficie de 2500 hectáreas, a las que se agregan tres áreas contiguas (Pampa 1, Puente 1 y Puente 2), cuyos derechos pertenecen a la operadora Minera Argenta S.A.
El estudio preliminar estimaba una producción de 15.000 ton diarias promedio, considerando una vida de la mina del orden de 17 años. Según el mismo estudio, la producción de la planta de procesamiento se estimaba en 20 millones de onzas anuales durante los primeros cinco años y luego un promedio de 16.5 millones de onzas anuales de concentrados de plata-cobre y plata-plomo, que serían exportados para su refinación.

## Marco legal
La Ley XVII N.º 68 (antes Ley 5001), vigente en la provincia de Chubut, establece en su Art. 1° la prohibición de la metodología minera a cielo abierto (open pit) y la utilización de cianuro en cualquiera de las etapas del proceso productivo.
Esta ley fue sancionada poco tiempo después de un plebiscito convocado en marzo de 2003 en Esquel y localidades cercanas mediante el cual la población se manifestó mayoritariamente en contra de la práctica de la megaminería.
Hacia mediados del año 2012, el ejecutivo provincial impulsó medidas tendientes a promover y regular la actividad minera en la provincia. Estas acciones no prosperaron y hacia fines de 2012, la empresa propietaria del yacimiento anunció la suspensión de las actividades productivas.
A fines del año 2014, se sancionó en Chubut la Ley XVII N° 127 que suspende la actividad minera metalífera y establece la aprobación de las comunidades cercanas como requisito para su práctica.
En el año 2015, Pan American Silver centró su actividad en las acciones tendientes a la conservación de sus derechos sobre Proyecto Navidad. Hacia finales de ese año, el Proyecto Navidad no había logrado las autorizaciones requeridas para el inicio de su operación.
A principios de 2017 se informó que la empresa no había abandonado el proyecto, pese a que no se habían logrado las aprobaciones necesarias para dar comienzo a la actividad extractiva.